# Epilobium freynii
Epilobium freynii là một loài thực vật có hoa trong họ Anh thảo chiều. Loài này được Celak. mô tả khoa học đầu tiên năm 1881.